# Meunasah Drang
Meunasah Drang is een bestuurslaag in het regentschap Aceh Utara van de provincie Atjeh, Indonesië. Meunasah Drang telt 1312 inwoners (volkstelling 2010).